# Maria Theresia Paradis

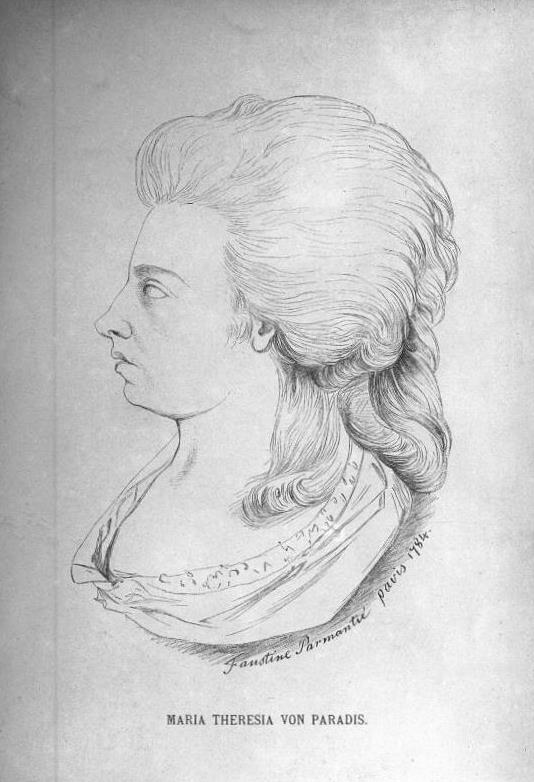
Maria Theresia Paradis, 1784.

Maria Theresia Paradis, trotz ihrer bürgerlichen Herkunft und seit Jahrzehnten falsch als von Paradis bezeichnet (* 15. Mai 1759 in Wien; † 1. Februar 1824 in Wien), war eine österreichische Pianistin, Sängerin (Sopran), Komponistin und Musikpädagogin. Sie war seit ihrer frühen Kindheit blind. Im Wiener Musikleben war sie sehr prominent und mit vielen bedeutenden Vertretern der Wiener Klassik wie Joseph Haydn und Wolfgang Amadeus Mozart bekannt. Auf einer Europatournee von 1783 bis 1786 spielte sie vor zahlreichen hochgestellten Persönlichkeiten, darunter dem französischen Königspaar Ludwig XVI. und Marie-Antoinette sowie dem englischen König Georg III. und seiner Gemahlin Charlotte. Valentin Haüy wurde bei einem Konzert 1784 von ihr derart fasziniert, dass er sich für die Ausbildung von Blinden einzusetzen begann.

## Leben
Maria Theresia Paradis war eine der Töchter des Wiener Hofbeamten Joseph Anton Paradis und seiner Gattin Maria Rosalia. Benannt wurde sie nach ihrer vor ihrer Geburt verstorbenen Schwester Maria Theresia Clotildis (3. Juni 1758 – 17. März 1759). Neben den Zwillingsschwestern Josepha und Elisabeth hatte sie noch einige weitere Schwestern und Brüder. Ihr Großvater Claudius war Kammerdiener und dann „Gräflich Esterházy’scher Regent“, ihr Onkel Leopold war Tänzer, der „1753 nach Paris ging, um ‚dort besser tanzen zu lernen‘ und 1776 die Ballettschule des Moskauer Waisenhauses übernahm“. Als Maria Theresia Paradis ungefähr drei Jahre alt war, erblindete sie. Sie erhielt neben einer guten Allgemeinbildung Musikunterricht durch Wiener Musikgrößen wie Leopold Koželuh (Klavier), Vincenzo Righini, Abbé Georg Joseph Vogler (Gesang) und Antonio Salieri (Harmonielehre), der auch für längere Zeit zum Freundeskreis der Familie zählte.
Entgegen verbreiteten, auf Franz Gräffer zurückgehenden Behauptungen war „die Paradis“ kein Patenkind der Kaiserin Maria Theresia, erhielt jedoch finanzielle Unterstützung, eine sogenannte Gnadenpension, aus der persönlichen Börse der Kaiserin, die von Joseph II. später gestrichen wurde. Sie war seit 1775 als Pianistin in Wien sehr prominent und gab zahlreiche Konzerte.

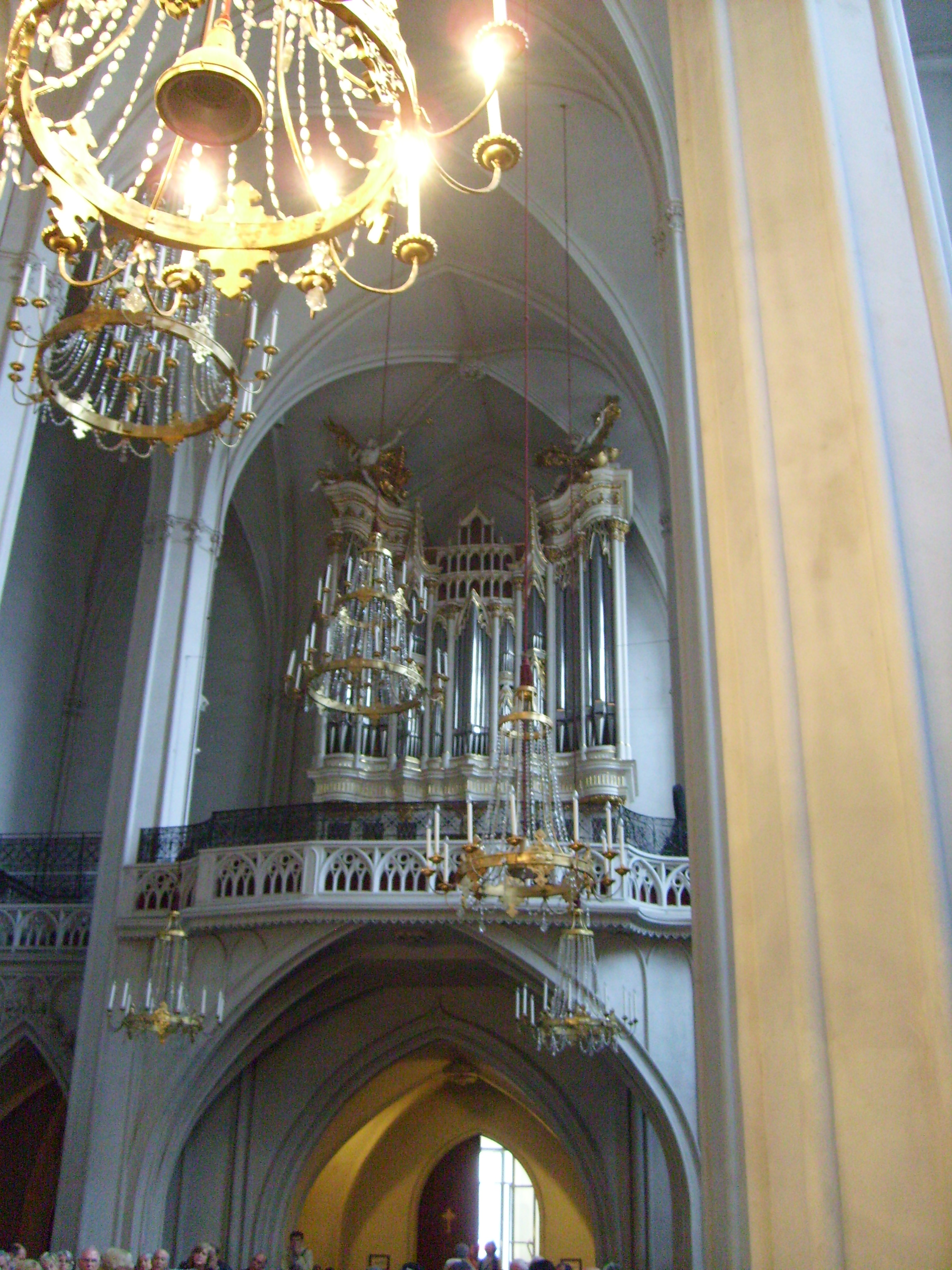
Orgel mit originalem Gehäuse von 1730 in der Augustinerkirche in Wien

In Wien wie auch auf ihrer großen Europatournee brachte sie neben vielen Werken ihres hauptsächlichen Lehrers Koželuh auch Klavierkonzerte von Joseph Haydn (nachweislich Konzert G-Dur Hob XVIII:4) und seltener von Wolfgang Amadeus Mozart zu Gehör. In einem Brief vom 16. Februar 1785 schreibt Leopold Mozart seiner Tochter Maria Anna von einem neuen Klavierkonzert, das sein Sohn „für die Paradis nach Paris gemacht“ habe. Dabei handelt es sich nach neueren Forschungen wohl um KV 456. Salieri widmete ihr sein 1773 entstandenes Orgelkonzert, das sie höchstwahrscheinlich ebenfalls öffentlich aufführte. Sie spielte nachweislich auf der Orgel der Augustinerkirche in Wien.
Nach einem Martyrium durch eine Vielzahl damals moderner Behandlungen, die ihre Blindheit kurieren sollten, galt sie den am Wiener Hof anerkannten Medizinern als unheilbar. Danach war sie einige Monate lang Patientin des zwar in Wien berühmten, aber von Kollegen angefeindeten Arztes Franz Anton Mesmer, wonach sich ihr Zustand zeitweise merklich besserte.
Nachdem ihre Eltern sie im Juni 1777 Mesmers Behandlung entzogen hatten, fiel sie wieder in vollkommene Blindheit zurück. Inwiefern diese Blindheit entstand oder was diese auslöste, wird bislang nur vermutet.
Zeitgenössische Berichte zeichnen ein anderes Bild ihrer Erkrankung und deren Heilungsversuchen. Am 15. Juni 1779 hatte sie an Mesmer als „Ihre glücklichste und dankbarste Tochter“ einen Dankesbrief gerichtet:

„Wohlgeborner, hochzuehrender Herr! Hier sehen Sie die Erstlinge der vortreflichen Erfindung, wodurch Sie ihre blinde Schülerinn bis zum möglichsten Grade beseeliget, und, beynahe möchte ich sagen, mit einem neuen Sinne bereichert haben: Ich fühle, wie ich soll, die Wichtigkeit Ihrer ausnehmenden Wohlthat. Es sind aber Empfindungen, die in der Tiefe meines Herzens liegen, und durch das Gewühl von Freude und überströmender Dankbarkeit sich nicht im Munde empor arbeiten können. […] Erlauben Sie mir überdieß, Sie ewig als meinen zweyten Vater zu verehren.“

Nur zehn Tage später berichtete über das „seit ihrem 4ten Jahre am schwarzen Staare blinde Fräulein von Paradis“ die Brünner Reichs-Zeitung: „jetzt ist dies Fräulein wieder blind“.
Am 20. September 1813 ließ sie notariell beurkunden, sich getäuscht zu fühlen, und es sei keine Besserung ihres Sehvermögens durch Mesmers Behandlung eingetreten, was Johann Riedinger (s. u.) und Anton Peck bezeugten:

„Endesgefertigte bezeuge hiemit ungezwungen, der Wahrheit zur Steuer, dass ich während der magnetischen Cur des Hrn. D. Messmer niemahls gesehen habe, sondern da ich das Gefühl des Sehens nicht kannte, durch besagten Dr. Messmer, nur getäuscht wurde, als ob ich wirklich sähe. Zur Urkund dessen meine nachstehende Fertigung. Wien den 20. September 1813.“

### Europatournee
Eine große Tournee führte die Pianistin von 1783 bis 1786 unter anderem nach Hamburg, wo sie mit Carl Philipp Emanuel Bach zusammentraf, Berlin, in die Schweiz, nach Frankreich, England, in die Österreichischen Niederlande und nach Böhmen. Begleitet wurde sie von ihrer Mutter Maria Rosalia und von Sigmund Falgara (1752–1790, Musiker, mindestens bis Februar 1784) und ihrem Librettisten, Violinisten und späteren Lebensgefährten Johann Riedinger (vermutlich ab Herbst 1785), der ihretwegen eine Blindennotenschrift erfand. Nahezu alle Konzertbeschreibungen dieser Zeit lauten ähnlich:

„Das Concert Spirituel vom 1. Ostern gewährte unsern Parisern eine seltene Erscheinung. Mlle Paradis von Wien, seit dem zweiten Jahre ihres Alters des Augenlichtes gänzlich beraubet, spielte auf dem Klavecin, und sezte uns alle in Erstaunen. Diese blinde Virtuosin war die erste, welche uns aus dem irrigen Wahne riß, dass das Klavecin in einem großen und weitläufigen Sale keine sonderliche Wirkung machen könne: sie bewies das Gegenteil mit der Stärke ihres Spieles, zu allgemeinem Beifalle. Die junge durch sich selbst so sehr als durch ihre Talente interessante Person ist eine Lehrschülerin des berühmten Kozeluch.“

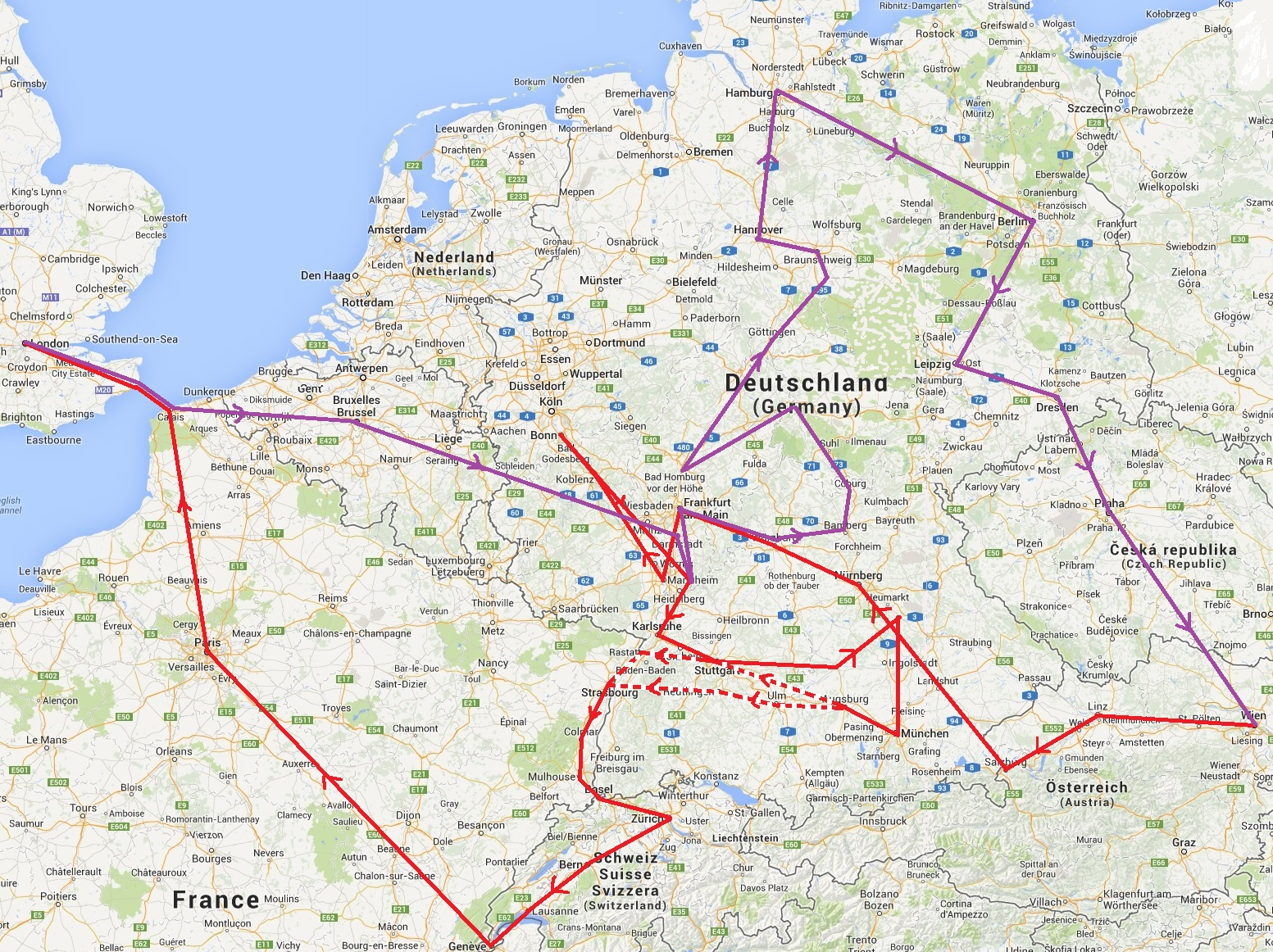
Europatournee von Maria Theresia Paradis 1783–1786

Durch diese Konzertreise wurde Maria Theresia Paradis über die Grenzen Österreichs hinaus bekannt und beeindruckte und beeinflusste insbesondere Valentin Haüy und Johann Wilhelm Klein, die Begründer der ersten Blindeninstitute in Paris, Wien und Berlin. Für ihre Korrespondenz verwendete sie einen von Wolfgang von Kempelen, ihrem früheren Hauslehrer, entwickelten Setzkasten, eine Vorform der Blindenschreibmaschine. Damit war mit der Grundstein gelegt zur heutigen Blindenschrift von Louis Braille. Ihre Reisestationen lassen sich auch anhand ihres Stammbuchs, das sie auf der Reise mit sich führte, belegen – und dadurch auch etliche Persönlichkeiten, die sich darin eingetragen haben. Zwar reisten viele Musiker und Komponisten in dieser Zeit durch Europa, meist aber nur, um von ihrem Arbeitgeber z. B. zur Fortbildung nach Italien und zurück zu gelangen. Maria Theresia Paradis’ Reise ist – ähnlich wie die Wunderkinder-Reise der Mozarts von 1763 – etwas Außergewöhnliches. Eine weitere blinde Zeitgenossin von Maria Theresia Paradis, Marianne Kirchgeßner, war nahezu zeit ihres ganzen Lebens auf Tournee. Eine besondere Herausforderung stellten die Logistik, das teils noch schlecht ausgebaute Straßensystem und vor allem die teils üblen Unterkünfte in jener Zeit dar.

#### Wichtige Reisestationen
| Ort                   | Datum                               | Übernachtung                                                                                                   | Treffen mit | Konzertort | Konzert | Mitspieler |
| --------------------- | ----------------------------------- | --- | --- | --- | --- | --- |
| Wien – Abreise        | 18. Aug. 1783                       | | | | | |
| Linz                  | 21./22. Aug. 1783                   | unbek. | unbek. | Altes Rathaus oder Stadttheater                                                                                       | unbek. | unbek. |
| Salzburg              | 25. Aug. 1783                       | „Zum Stern“ | Familie Mozart, Privatkonzert | Mozarts Wohnhaus | unbek. | Franz Grubner, Traversist |
| Würzburg              | unbek.                              | unbek. | unbek., Kontakte zu Würzburger Familien | unbek. | unbek. | unbek. |
| Frankfurt am Main     | unbek.                              | unbek. | Johann Franz Roethlein, kaiserl. Gesandter | Neues Rotes Haus am Markt                                                                                             | Klav.-konz. von Leopold Koželuh u. a. | Franz Grubner, Traversist |
| Mannheim              | Okt. 1783                           | unbek. | Gottlieb Konrad Pfeffel; Besuche bei ihrem Brieffreund R. Weissenburg, blinder Musiker und Erfinder math. Geräte | unbek. | unbek. | unbek. |
| Speyer                | Okt. 1783                           | unbek. | Sophie von La Roche, mehrmals | unbek. | unbek. | unbek. |
| Kirchheimbolanden     | Okt. 1783                           | unbek. | Karoline von Oranien-Nassau-Diez | Schloss Kirchheimbolanden                                                                                             | unbek., 33 Taler verdient | unbek. |
| Koblenz               | 30. Okt. 1783                       | unbek. | Clemens Wenzeslaus von Sachsen | Kurfürstliches Schloss (Koblenz)                                                                                      | Klav.-konz. von Leopold Koželuh u. a. | Christian Danner (1745–1816, Violinist), Franziska Sales (Hofsängerin), Clara Capuzzi (Hofsängerin), Jakob Lindpaintner (Hofsänger)                                                                          |
| Bonn                  | Anf. Nov. 1783                      | unbek. | Maximilian Franz von Österreich, Gaudenz Heller (Cellist), Franz Ries (Violinist, Konzertmeister) | Kurfürstliches Schloss (Bonn)                                                                                         | unbek. | unbek. |
| Mannheim              | unbek., Abreise am 8. Nov. von Bonn | unbek. | Freiherr von Wunschwitz, Johann Baptist Wendling, Dorothea Spurni, Auguste Wendling, Antonio Rosetti, Johann Georg Danner, erstes Treffen mit Johann Riedinger                                                         | unbek. | unbek. | unbek. |
| Speyer                | 15. Nov. 1783                       | Haus von Christoph Philipp Willibald von Hohenfeld, Domherr von Speyer (heute Maximilianstraße 99)             | Sophie von La Roche, Gottlieb Konrad Pfeffel | unbek. | unbek. | unbek. |
| Karlsruhe             | 18. Nov. 1783                       | unbek. | Karl Friedrich (Baden) | Schloss Karlsruhe | unbek. | unbek. |
| Stuttgart             | um 22. Nov. 1783                    | unbek., wohl nur Durchgangsstation                                                                             | unbek. | unbek. | unbek. | unbek. |
| Oettingen-Wallerstein | um 27./28. Nov. 1783                | Schloss Oettingen                                                                                              | Kraft Ernst von Oettingen-Wallerstein, Wilhelmine Friederike (1764–1817) von Oettingen-Wallerstein, Anton Janitsch (Hofviolinist), Paul Winneberger (Hofkomponist, Cellist), Johann Georg Feldmayr (Hofflötist, Tenor) | Schloss Oettingen | unbek., aber gut möglich | unbek. |
| Regensburg            | wohl 29. Nov. 1783                  | „Weißes Lamm“ (Weiße-Lamm-Gasse/Weiße-Hahnen-Gasse 2)                                                          | unbek. | Hof Thurn und Taxis (4. Dez.); „Goldenes Kreuz“ (6. Dez., Haidplatz 7)                                                | unbek. | unbek. |
| München               | 11. Dez. 1783 bis ca. 22. Dez.      | „Goldener Hirsch“                                                                                              | unbek. | altes Residenztheater München                                                                                         | unbek. | unbek. |
| Augsburg              | 26. Dez. 1783                       | „Weißes Lamm“ (heute Ludwigstr. 2)                                                                             | Johann Andreas Stein, Nannette Streicher, Ignaz von Bütther | unbek. | unbek. | unbek. |
| Straßburg             | um 18. Jan. 1784                    | unbek. | Clementine und Giuseppe Caldarini (Sänger), Johann Philipp Schönfeld (Kapellmeister, Freund von Carl Philipp Emanuel Bach), Simon Friedrich Koberwein (1733–nach 1803, Direktor Dt. Theater)                           | unbek. | unbek. | unbek. |
| Colmar                | um 24. Jan. 1784                    | unbek. | Gottlieb Konrad Pfeffel, Jakob Sarasin-Battier, Johann Christian Lerse (1749–1800, Jugendfreund Goethes) | unbek. | div. Klav.-konz. | unbek. |
| Mülhausen             | 31. Jan. 1784                       | unbek. | unbek. | unbek. | unbek. | unbek. |
| Basel                 | 4. Febr. 1784                       | möglw. „Weißes Haus“ oder „Blaues Haus“ von Jakob Sarasin-Battier                                              | Jakob Sarasin-Battier | „Löbliche Zunft zum Bären“ (6. Febr.)                                                                                 | unbek. | unbek. |
| Zürich                | 8. Febr. 1784                       | unbek. | Johann Caspar Lavater, Salomon Gessner (eng befreundet mit den Mozarts) | unbek. | unbek. | unbek. |
| Bern                  | 19.–25. Febr. 1784                  | unbek. | unbek. | unbek. | unbek. | unbek. |
| Lyon                  | um 14. März 1784                    | unbek. | unbek. | unbek. | unbek. | unbek. |
| Paris                 | um 20. März bis Okt. 1784           | unbek. | Joseph Legros, Carl Friedrich Cramer, Ludwig XVI., Marie-Antoinette, Valentin Haüy, Franz Anton Mesmer, Abbé Georg Joseph Vogler, Antonio Salieri, Carl Friedrich Abel, Johann Peter Salomon etc.                      | Palais des Tuileries, Versailles, Salle du Musée (rue Dauphine)                                                       | Hob XVIII:4 (Joseph Haydn), div. Klav.-konz. von Leopold Koželuh; am Pfingstsonntag (30. Mai 1784) ein Concert spirituel                                   | u. a. Marie-Antoinette |
| London                | 3. Nov. 1784                        | „I Panton Square, off the Haymarket“                                                                           | Charles Burney, Georg III. (Vereinigtes Königreich), Sophie Charlotte von Mecklenburg-Strelitz, Georg IV. (Vereinigtes Königreich)                                                                                     | Hannover Square Grand Professional Concert, Pantheon, Almack’s Rooms (King Street), Windsor Castle, St James’s Palace | div. Klav.-konz. von Leopold Koželuh, KV 456 (Wolfgang Amadeus Mozart, wohl für sie komponiert und extra nach London geschickt) und Georg Friedrich Händel | Wilhelm Cramer, Benjamin Blake (1751–1827, Violinist), James Cervetto (1747/1749–1837, Cellist und Komponist), Giusto Ferdinando Tenducci (1735–1790, Sänger), Johann Christian Fischer, Elisabeth Mara etc. |
| Brüssel               | 31. März 1785                       | unbek. | Maria Christina von Österreich | unbek. | unbek. | unbek. |
| Darmstadt             | 1. Aug. 1785                        | „Zur Traube“ (Luisenplatz 6)                                                                                   | unbek. | unbek. | unbek. | unbek. |
| Mannheim              | Aug./Sept. 1785                     | unbek. | Gottlieb Konrad Pfeffel, R. Weissenburg | Komödiensaal | 9. Sept., unbek. | unbek. |
| Frankfurt am Main     | Sept. 1785                          | Hotel zum Schwan (Goetheplatz)                                                                                 | unbek. | Neues Rotes Haus am Markt                                                                                             | unbek. | unbek. |
| Aschaffenburg         | Sept./Okt. 1785                     | unbek. | unbek. | unbek. | unbek. | unbek. |
| Würzburg              | Sept./Okt. 1785                     | unbek. | Heinrich von Heß | unbek. | unbek. | unbek. |
| Bamberg               | Sept./Okt. 1785                     | unbek. | unbek. | unbek. | unbek. | unbek. |
| Coburg                | Sept./Okt. 1785                     | unbek. | unbek. | unbek. | unbek. | unbek. |
| Eisfeld               | Sept./Okt. 1785                     | unbek. | unbek. | unbek. | unbek. | unbek. |
| Hildburghausen        | Sept./Okt. 1785                     | unbek. | unbek. | unbek. | unbek. | unbek. |
| Meiningen             | Okt. 1785                           | unbek. | Luise Eleonore von Sachsen-Meiningen | Großes Palais (Meiningen) (23. Okt.); Landschaftshaus (24. Okt.)                                                      | Zwölf Lieder (MTP) u. a. | unbek. |
| Gotha                 | Okt./Nov. 1785                      | unbek. | unbek. | unbek. | unbek. | unbek. |
| Kassel                | 7. Nov. 1785                        | „Zur Stadt Stralsund“ (später „Zum hessischen Hof“, hier stieg auch Elisabeth Mara ab), Eckhaus Hohentorstraße | unbek. | unbek. | unbek. | unbek. |
| Göttingen             | Nov. 1785                           | unbek. | Hedwig Achenwall, Luise Böhmer, Charlotte Michaelis, Johann David Michaelis, Caroline Schelling, Gottfried Less, Gottfried Achenwall, Gottfried August Bürger                                                          | 16. Nov. | unbek. | unbek. |
| Wolfenbüttel          | Nov. 1785                           | unbek. | unbek. | unbek. | unbek. | unbek. |
| Braunschweig          | 24. Nov. 1785                       | unbek. | ggf. Johann Friedrich Wilhelm Jerusalem | Opernhaus am Hagenmarkt, Redoutensaal (26. Nov.)                                                                      | unbek. | unbek. |
| Hannover              | Dez. 1785                           | unbek. | Friedrich Ludwig Dulon, Charlotte Kestner, Franz Anton Zuccarini (Schauspieler) | Ballhof | unbek. | unbek. |
| Hamburg               | Dez. 1785                           | unbek. | Charlotte Wilhelmine Franziska Brandes (gt. Minna, Sängerin und Schauspielerin, Patenkind von Gotthold Ephraim Lessing), Johann Christian Brandes, Carl Philipp Emanuel Bach, Friedrich Gottlieb Klopstock             | Konzertsaal auf dem Kamp (5. Jan.); Haus von CPE Bach                                                                 | unbek. | unbek. |
| Berlin                | Mitte Jan. 1786                     | unbek. | Heinrich XIV. Reuß zu Greiz, Anna Elisabeth Luise von Brandenburg-Schwedt, Fanny von Arnstein, Daniel Itzig, Johann Joachim Spalding                                                                                   | Berliner Stadtschloss (2×, u. a. 12. Febr.), „Corsikasches Haus“ (6. Febr.), Gasthaus „Stadt Paris“ (13. Febr.)       | div. Konzerte, Gesänge, Rondeaux | Friedrich Eck, kurfürstl.-pfalzbaierischer Kammermusiker |
| Leipzig               | 15. Febr. 1786                      | unbek. | Johann Gottlob Immanuel Breitkopf, Christian Felix Weiße, Georg Joachim Zollikofer | Gewandhaus (26. Febr.)                                                                                                | Ich war ein armes Würmchen (Text von Pfeffel) u. a. | unbek. |
| Dresden               | 2. März 1786                        | Hôtel de Pologne?                                                                                              | Johann Friedrich von Kageneck, Johann Leopold Neumann, Nathalie Neumann (eine der besten Pianistinnen ihrer Zeit), Maria Coudray                                                                                       | „bei Heßens“ (24. März)                                                                                               | unbek. | unbek. |
| Prag                  | 31. März 1786                       | unbek. | Johann Ferdinand von Schönfeld, August Gottlieb Meißner | Thunsches Theater (8. April), ? (23. April)                                                                           | unbek. | Ignaz Fränzl |
| Wien – Endstation     | wohl April (Ostern) 1786            | | | | | |

### Komponistin
Bereits vor ihrer dreijährigen Konzertreise, die hauptsächlich ihren Ruf als Pianistin in die Welt trug, hatte Maria Theresia Paradis begonnen, Klaviermusik und Lieder zu komponieren. Während ihrer Reise dann entstanden ihre Zwölf Lieder, deren Druckkosten von Luise Eleonore von Sachsen-Meiningen, einer Förderin aus Begeisterung, erstattet wurden. Nach ihrer Rückkehr widmete sich Maria Theresia Paradis in Wien intensiver der Komposition. Eine weitere bedeutende Förderin für ihr Vorankommen wurde ihre Brieffreundin Sophie von La Roche. Spätere vorgesehene Konzertreisen nach Italien und Russland kamen nicht zustande.
Paradis komponierte neben Liedern ein Melodram, Kantaten, Kammermusik, Klavierkonzerte, Singspiele und Opern. Erst wenig davon konnte bisher erforscht werden, da diese Kompositionen zum großen Teil nur durch Aufführungsdaten und zeitgenössische Besprechungen bekannt sind. Ihre Singspiele und Opern, die sie in den 1790er-Jahren schrieb und die im Theater am Kärntnertor uraufgeführt wurden, fanden Anklang.

### Musikpädagogin
Bei der von Valentin Haüy 1784 in Paris gegründeten Institution royale des jeunes aveugles („Königliche Anstalt für junge Blinde“), gehörte sie zu den Mitinitiatoren.
1808 gründete sie in ihrer Wohnung zum „Schab den Rüssel“ in der Rothenturmstraße CN. 482 in Wien ein Institut für musikalische Erziehung, an dem sie blinde und sehende Mädchen und junge Frauen in Klavier, Gesang und Musiktheorie unterrichtete. Dies war möglich durch einen eigens für sie angefertigten Notensetzkasten, mit dem Musik begreifbar gemacht werden konnte:
„Sie hat kleine Karten, auf welche ausgeschnittene Noten in ihrer wahren Gestalt aufgeklebt sind. (...) Nun gibt sie den Kindern diese Noten zu erkennen (da sie erhaben auf den Karten liegen, so sind sie ihr so geläufig wie die geschriebenen) und um ihnen den Wert derselben recht begreiflich zu machen, handelt sie spielend mit derselben; sie gibt z. B. eine ganze Note hin, und lässt sich den Werth derselben nach und nach in Halben, Vierteln u.s.w. dafür geben, auf andern Blättern hat sie die ganze Scala der Violin und des Basses; (...) Um Geläufigkeit im Spiele, und den Fingersatz bald zu lernen, gibt sie ihnen Läufe und gewisse Passagen durch alle Tonarten, (...) um überhaupt sicher zu seyn, das sie überall die rechten Finger nehmen, auch die Hände schön halten, schwebt immer ganz leicht ihre Hand darüber her. Da nun ihr Eifer, ihr Fleiss und Unverdrossenheit unermüdet sind, so erreicht sie den schönen Zweck eine Schule zu bilden, die einstens von der Zeit ihren Ruf bekommen und gewürdigt werden wird.“ „Wirklich sind sie [die Schülerinnen] sich auch alle mit schwesterlicher Liebe zugethan, und alle hängen mit ganzer Seele an ihrer Meisterinn, von der sie nie ein böses Wort, sondern nur Liebe empfangen.“
Mit „Schule“ ist hier – abgesehen von ihrer Wohnung als Unterrichtsort für ihre Schülerinnen – ihr eigenes System gemeint, ähnlich Leopold Mozarts Versuch einer gründlichen Violinschule (1756), das noch heute als Standardwerk im Violinunterricht genutzt wird. Ihre Schule bzw. ihr Musikinstitut war auch Vorbild für weitere Institute dieser Art, so z. B. für den blinden Pianisten und Komponisten Josef Proksch.

### Salonnière
Mehrmals jährlich führte Maria Theresia Paradis in ihrem Haus erfolgreiche und beliebte Konzerte, Bälle und Festlichkeiten durch, die einheimischen als auch durchreisenden bekannten Musikern eine Plattform boten und so viel Wertschätzung in der Öffentlichkeit hatten, dass die örtlichen Zeitungen regelmäßig davon berichteten. Mit diesen Konzerten war sie auf der Höhe der Zeit, die Konzertprogramme haben sich erhalten.
Politisch sah sich Maria Theresia Paradis auf der Seite der Monarchie. In Paris hatte sie auch die königliche Familie kennengelernt und musizierte mit Marie-Antoinette persönlich in Versailles, die selbst ausgezeichnete Pianistin war und komponierte. Maria Theresia Paradis’ Patriotismus drückt sich in ihrer Komposition Auf die Damen, welche statt Gold nun Leinwand für die verwundeten Krieger zupfen (1794) aus. Sie vertrat aufgeklärte Ansichten und hatte freundschaftliche Beziehungen zu anderen Salonnièren Wiens wie Caroline Pichler und zur Schriftstellerin Gabriele von Baumberg. 1797 reiste Paradis ein letztes Mal nach Prag, um dort die Uraufführung ihrer Zauberoper Rinaldo und Alcina im Ständetheater zu verfolgen, der der Erfolg aber versagt blieb. Körperlich und seelisch erschöpft versuchte sie, sich im nahen Karlsbad zu erholen und tätigte Erholungsspaziergänge in der näheren Umgebung.

### Lebensabend
Wohl im Oktober 1797 kehrte sie nach Wien zurück, brachte ihren Musiksalon wieder in Schwung und konnte dort auch u. a. Joseph Haydn als Gast begrüßen, der mit Ignaz Franz von Mosel und mit ihr am Klavier sein großes Werk Die Schöpfung einstudierte:
„Die blinde Meisterin lernte das 1. Pianoforte in unglaublich kurzer Zeit auswendig, das 2. spielte der berühmte Abt Vogler, Solo- und Chor-Stimmen wurden von Dilettanten ausgeführt. So ward es vor einem zahlreichen Auditorium und in Gegenwart Haydn’s gegeben, der mich am Schluße mit der Versicherung umarmte, sein Werk noch nie so vollkommen, als in dieser Gestalt genossen zu haben.“
Laut amtlicher Bekanntmachung des Todes in der Wiener Zeitung starb Maria Theresia Paradis unverheiratet am 1. Februar 1824 „in der rothen Thurmstraße Nr. 482, an der Lungensucht und am Nervenfieber“. Mehr Schulden als Vermögen vermachte sie Johann Riedinger – dem Armeninstitut Wien und einigen Angehörigen und Freunden blieb etwas Geld. Riedinger, dessen Erfolg immer mehr nachließ, war dadurch gezwungen, Paradis’ Nachlass zu veräußern. Ihr Flügel von Joseph Brodmann gilt als verschollen. Sie wurde auf dem Sankt Marxer Friedhof beigesetzt, das Grab ist verschollen.

## Werke (Auswahl)
Viele der zahlreichen Werke von Maria Theresia Paradis sind verlorengegangen. In ihren Bühnenwerken zeigt sich besonders in den dramatischen Szenen der Einfluss ihres Lehrers Salieri, ansonsten herrscht der typische „Wiener Singspielton“ vor. Ihre Klavierwerke sind stark vom Stil ihres Lehrers Koželuh beeinflusst.
- Bühnenwerke
  - Ariadne und Bacchus (1791)
  - Der Schulkandidat (1792)
  - Rinaldo und Alcina (1797)

- Vokalwerke
  - Zwölf Lieder auf ihrer Reise in Musik gesetzt (1786)
  - Lenore (1790)
  - Trauerkantate auf den Tod Leopolds II. (1792)
  - Deutsches Monument Ludwigs des Unglücklichen (1793; gewidmet Kaiserin Maria Theresia)[25]
  - Kantate auf die Wiedergenesung meines Vaters

- Instrumentalwerke
  - 2 Klavierkonzerte in g-Moll und C-Dur
  - 12 Klaviersonaten (1792)
  - Klaviertrio (1800)
  - 2 Fantasien für Klavier in G-Dur (1807) und C-Dur (1811)
  - Sicilienne für Violine und Klavier (gilt als ihr populärstes Werk; die Autorenschaft ist aber umstritten)

## Rezeption

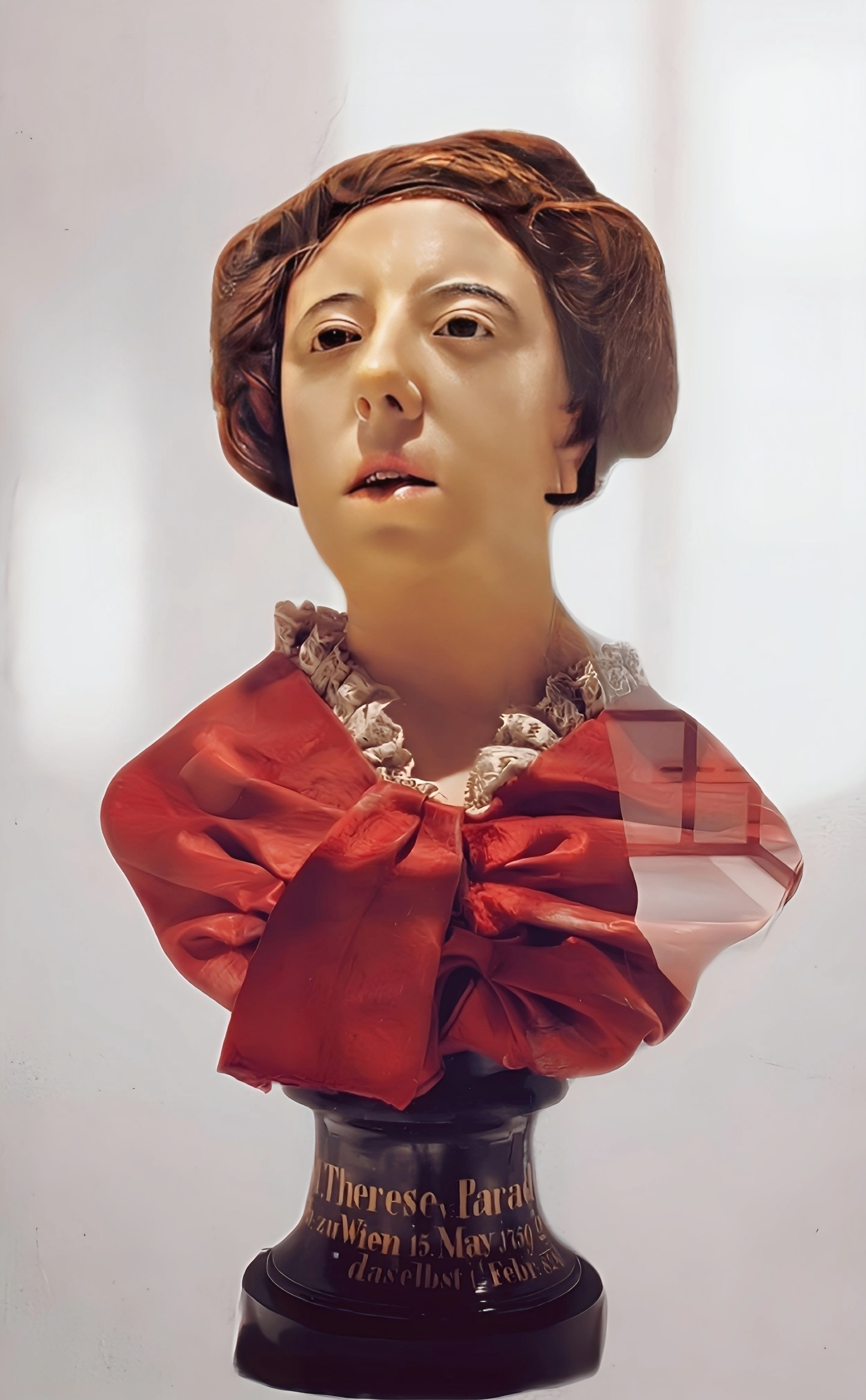
Aus dem Inventar des Wien Museums, Magazin, ohne originale Glasabdeckung. Echthaar. Aus einer Wiener Blindenschule stammend.

Jakob Glatz widmete ihr im Jahre 1809 das Gedicht „An das blinde Fräulein Therese Paradis“:
Welch Leben um uns her! welch' freudiges Gewimmel,

Das deinen Blick, o Freundinn, nicht entzückt!

Doch wer, wie du, den stillen, heitern Himmel

Im Herzen trägt, der siehet hell, der ist beglückt.
Die Paradisgasse im 19. Wiener Gemeindebezirk Döbling wurde nach ihr benannt.
In Anerkennung ihres Wirkens wurde 1999 in Wien das „Von Parádis Trio“ durch die Musikerinnen Ursula Bosch, Ildikó Tarmann und Karin Hopferwieser gegründet. Das Von und der Akzent im Namen dieses Trios sind allerdings irrige Kuriositäten, da Paradis nicht adelig war, ihr Großvater Claude Paradis aus Savoyen stammte und ihr Name somit auf der letzten Silbe betont wird. Die Betonung des Namens auf der zweiten Silbe ist jedoch in Wien als Kennzeichen für echte Wiener („echte Locals“) publiziert. Die Musikschule in Scheiblingkirchen führt nach ihr den Namen „von Paradis Musikschule“.
Alissa Walsers 2010 erschienener Roman Am Anfang war die Nacht Musik dreht sich um die Heilungsbemühungen Franz Anton Mesmers an Maria Theresia Paradis. Basierend auf diesem Roman entstand 2017 der Film Licht (auch Mademoiselle Paradis) von Barbara Albert mit Maria Dragus in der Rolle der Maria Theresia Paradis und Devid Striesow als Franz Anton Mesmer.
Sophie Reyers Theaterstück Paradis entwickelt aus der Biographie Paradis’ eine szenische Abhandlung über den Begriff des Sehens. Das Stück wurde 2023 im Grazer Theater im Keller uraufgeführt.
Im Magazin des Wien Museum (Biografische Sammlungen) in Wien befindet sich eine Wachsbüste mit Echthaar, Glasaugen und einem berüschten Gewand, die laut Originalplakette im Sockel Maria Theresia Paradis darstellt. Diese Büste ist seit der Neugestaltung 2023 im Präsenzbestand zu sehen, die originale Glasabdeckung fehlt zwar, wurde aber durch einen Glaskasten ersetzt. Sie befand sich ursprünglich in einer Wiener Blindenschule, möglicherweise als Memorandum und aus Verehrung ihrer Persönlichkeit als (blinde) Musiklehrerin und Vorbild. Diese Büste ist die einzige lebensgroße, erhalten gebliebene und bislang bekannte Wachsbüste einer Künstlerin aus dieser Zeit.